# Eugene Kornel Balon
Eugene Kornel Balon (né le 1er août 1930 à Orlová, Silésie et mort le 4 septembre 2013 à Guelph, Ontario) est un zoologiste et ichtyologiste canadien.

## Biographie
Eugene Balon est né à Orlová en Silésie. Il est diplômé de Université Charles de Prague. Dans les années 1953-1967, il a travaillé aux laboratoires de l'Académie slovaque des sciences à Bratislava, où il a étudié la faune endémique du fleuve Danube. Dans les années 1967-1971, il était en Zambie comme un expert des Nations unies. Depuis 1976, Balon était professeur d'université au Canada, à l'Université de Guelph. Marié à Christine Flegler, il a un fils, Janusz S. Balon.

## Hommages
En son nom ont été nommées deux espèces de poissons : 
- Gymnocephalus baloni Holčík & Hensel, 1974 - poisson de la famille des Percidae ;
- Tilapia baloni Trewavas & Stewart, 1975 - poisson de la famille des Cichlidae.

## Publications
- Balon, EK, 1979. The theory of saltation and its application in the ontogeny of fishes: steps and thresholds. Environmental Biology of Fishes, 1979, Volume 4, Number 2, Pages 97-101. Online
- Balon, EK, 2001. Saltatory Ontogeny and the Life-History Model: Neglected Processes and Patterns of Evolution. Journal of Bioeconomics, 2001, Volume 3, Number 1, Pages 1-26. Online
- Balon, EK, 2002. Epigenetic Processes, when Natura Non Facit Saltum Becomes a Myth, and Alternative Ontogenies a Mechanism of Evolution Environmental Biology of Fishes. Volume 65, Number 1, Pages 1-35. Online
- Balon, EK, 2004. Evolution by epigenesis: Farewell to Darwinism, Neo-and Otherwise. Rivista di Biologia / Biology Forum 97: 269-312. Online